# Efrém Ešba
Efrém Alexejevič Ešba (7. března 1893 – 15. července 1939) byl abchazský bolševický politik a revolucionář.
Byl členem abchazského šlechtického rodu Ešbů a v době dospívání odešel studovat práva na moskevskou univerzitu. Studia však nedokončil a raději se věnoval politice. V roce 1914 vstoupil do Ruské sociálně demokratické strany a přiklonil se k radikální bolševické větvi. Zprvu byl na nižších pozicích ve stranické struktuře, avšak v květnu 1917 byl členem správy suchumského okruhu a v roce 1918 na krátko předsedou abchazského revkomu, když se při nepokojích bolševici pokusili provést převrat. Zároveň s tím byl od července do listopadu téhož roku mimořádným zmocněncem komisariátu RSDDS(b) pro národnostní menšiny na Kavkazu. Také byl až do roku 1922 třetím tajemníkem gruzínské komunistické strany.
Za své protigruzínské a protimenševické aktivity a zejména za organizování partyzánského odboje byl v roce 1919 uvězněn policií GDR a zbaven funkcí, avšak o rok později byl na základě dohod s Moskvou propuštěn. V Abcházii ani Gruzii však nesetrval a odešel na ruskou stranu Kavkazu do města Labinsk, kde v srpnu 1920 převzal funkci tajemníka místního výboru komunistické strany a vyčkával na příležitost.
Ta přišla v únoru 1921, když Rudá armáda obsadila Gruzii. Proto se vrátil do Suchumi a vstoupil do předsednictva abchazského revkomu, kde vykonával funkci předsedy od 6. března 1921 do 16. ledna 1922, dokud nebyl revkom přetransformován na Ústřední výkonný výbor Abchazské SSR. Z funkce však brzy poté odešel, protože se přesunul do gruzínských stranických struktur. Do roku 1924 byl tajemníkem gruzínské komunistické strany. Z této pozice byl také delegován v roce 1924 na 9. sjezd KSSS.
Později se však přiklonil k myšlenkám Trockého a upadl v nemilost. Postupně přicházel o funkce i o vliv a v roce 1927 byl vyloučen ze strany. O rok později mu byl umožněn návrat, když své přesvědčení odvolal, avšak do gruzínských a abchazských stranických struktur se nevrátil. Stal se tedy předsedou regionálního výboru bolševické strany v Čečensku.
14. června roku 1936 byl Efrém Ešba zatčen a uvězněn. V rámci stalinských čistek byl 15. srpna 1939 odsouzen k smrti a ihned zastřelen. V roce 1956 byl posmrtně rehabilitován.